# J. C. Amberchele
Œuvres principales
- Le Prix à payer

J. C. Amberchele, né en 1940 à Philadelphie, est un écrivain américain.

## Biographie
Diplômé en psychologie, il devient, dans les années 60, trafiquant de drogue et voyage beaucoup pour échapper à la justice. Après son arrestation, il commence à écrire et à étudier la philosophie orientale. Condamné à perpétuité, incarcéré depuis plus de 30 ans, il est actuellement détenu au Colorado Territorial Correctional Facility de Cañon City.

## Œuvres

### Roman
- Le Prix à payer, Hachette Littérature, 2008 ((en) How You Lose, 2002)Réédité en octobre 2015 aux éditions La Manufacture de livres sous le titre Tout Perdre

### Nouvelle
- Liberté, 13e note éditions, 2010 ((en) Freedom, 2004)Nouvelle publiée en français dans le recueil Le Livre des fêlures : 31 histoires cousues de fil noir (regroupant un collectif de 31 auteurs undergrounds)

### Essais
- La Lumière que je suis, Almora, 2012 ((en) The Light That I Am, 2009)
- (en) The Almighty Mackerel and His Holy Bootstraps, Non-Duality Press, 2011
- (en) The Heavenly Backflip: Seeing and Being the Unfigureoutable, Non-Duality Press, 2012